# Mold-A-Rama

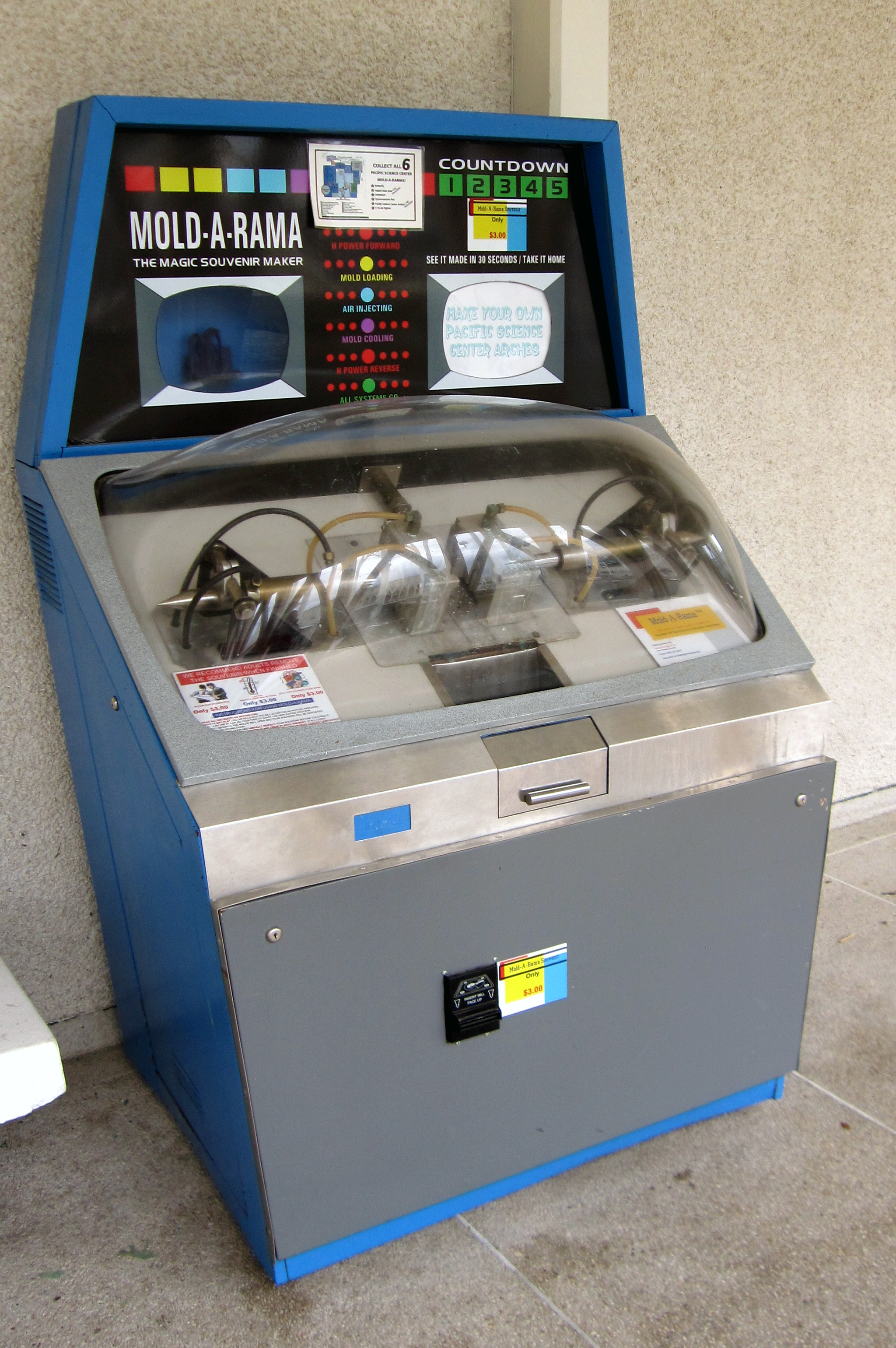
Máy Mold-A-Rama tại Trung tâm Khoa học Thái Bình Dương ở Seattle

Mold-A-Rama là tên gọi thương hiệu của một loại máy bán hàng làm ra mẫu tượng nhựa ép phun. Máy Mold-A-Rama ra mắt vào cuối năm 1962 và trở nên nổi bật tại Hội chợ Thế giới New York năm 1964. Người ta vẫn có thể tìm thấy những chiếc máy này đang hoạt động trong hàng chục viện bảo tàng và sở thú.
Nhà phát minh người Mỹ John H. "Tike" Miller được ghi nhận là người đã nghĩ ra chiếc máy đúc nhựa độc lập vào thập niên 1950. Ông được cấp phép bằng sáng chế chế tạo khuôn mẫu của mình và công nghệ liên quan cho hãng Automatic Retailers Of America (Aramark), công ty vận hành máy Mold-A-Rama dưới dạng công ty con cho đến năm 1969. Aramark đã thoái vốn tất cả các máy móc và địa điểm dịch vụ vào năm 1972 vì chi phí cao của loại thiết bị này. Tính đến năm 2010, hai công ty Mỹ sở hữu và vận hành máy Mold-A-Ram: William A. Jones Company ở Illinois và Replication Devices ở Florida. Tính đến tháng 11 năm 2015, có 124 máy ở tổng số 8 bang khác nhau trên toàn nước Mỹ.